# Papa Bonifacio I
Bonifacio I (Roma, prima del 354 – Roma, 4 settembre 422) è stato il 42º vescovo di Roma e papa della Chiesa cattolica, che lo venera come santo. Fu papa dal 418 fino alla sua morte.

## Biografia
Non sono noti molti particolari relativi alla sua vita prima dell'elezione. Il Liber pontificalis riportava che era un romano, figlio del presbitero Giocondo. Sempre secondo quella fonte, sembra che sia stato ordinato da papa Damaso I (366-384) e che abbia servito come ambasciatore di papa Innocenzo I a Costantinopoli (intorno al 405).
Fu un contemporaneo di Agostino di Ippona, che gli dedicò alcune delle sue opere.

### L'elezione contestata
Alla morte di papa Zosimo, la Chiesa di Roma entrò nel quinto dei suoi scismi, derivante dalle doppie elezioni papali che così tanto disturbarono la sua pace nei primi secoli. Immediatamente dopo le esequie di Zosimo, 27 dicembre 418, una fazione del clero romano, composta principalmente da diaconi, occupò la Basilica lateranense ed elesse papa l'arcidiacono Eulalio. L'alto clero tentò di entrare nella basilica, ma fu violentemente respinto da una torma di sostenitori della fazione di Eulalio. Il giorno successivo, quella parte di clero che non condivideva l'elezione di Eulalio convenne nella chiesa di Santa Teodora ed elesse papa, anche se contro la sua volontà, l'anziano Bonifacio, titolare di San Lorenzo in Damaso.
Domenica 29 dicembre furono consacrati entrambi, Bonifacio nella basilica di San Marcello, sostenuto da nove vescovi provinciali e da settanta prelati, ed Eulalio nella Basilica laterana alla presenza dei diaconi, di alcuni prelati e del vescovo di Ostia, che fu fatto alzare dal suo letto di malattia per assistere all'ordinazione. Roma fu gettata nel caos dallo scontro delle opposte fazioni. Il Prefetto Simmaco, ostile a Bonifacio, inviò un rapporto all'imperatore Onorio a Ravenna e si garantì la conferma imperiale dell'elezione di Eulalio. Bonifacio fu espulso dalla città, ma i suoi sostenitori si rivolsero a loro volta all'imperatore, che ritenne opportuno convocare un sinodo dei vescovi italiani a Ravenna per discutere e definire la situazione (febbraio-marzo 419).
Incapace di dirimere la questione, il sinodo prese alcuni provvedimenti pratici in attesa della convocazione di un concilio generale dei vescovi italiani, gallici e africani, che si sarebbe dovuto tenere in maggio: ordinò che entrambi lasciassero Roma e non vi tornassero finché non si fosse giunti ad una decisione, sotto sanzione di condanna. Bonifacio fu inviato al cimitero di Santa Felicita sulla Via Salaria ed Eulalio ad Anzio. Ma il 18 marzo Eulalio ritornò audacemente in città, radunò i suoi sostenitori, riaccese il conflitto e, contravvenendo agli ordini del prefetto, il successivo 29 marzo (sabato Santo), occupò la basilica Laterana determinato a celebrarvi la Pasqua al posto di Achilleo, vescovo di Spoleto, che nel frattempo era stato incaricato di celebrare i riti pasquali nella sede vacante di Roma.
Fu ordinato alle truppe imperiali di allontanare Eulalio e di rendere possibile ad Achilleo di officiare i servizi. L'imperatore, profondamente indignato da questi avvenimenti, rifiutò di prendere in considerazione le richieste di Eulalio e riconobbe quale legittimo papa Bonifacio (3 aprile 418), che, il 10 aprile, poté rientrare a Roma acclamato dalla folla ed essere consacrato.
Secondo i dati contraddittori riportati nel Liber Pontificalis, Eulalio fu ordinato vescovo di Nepi o di qualche altra sede in Campania. Lo scisma era durato quindici settimane, anche se poco più tardi, agli inizi del 420, una malattia del papa incoraggiò i partigiani di Eulalio a farsi nuovamente avanti.
All'atto del suo recupero Bonifacio chiese all'imperatore (1º luglio 420) di emettere un provvedimento contro il possibile futuro risorgere dello scisma. Onorio decretò una legge che prevedeva che «in caso di elezione contestata tra due pretendenti, nessuno di loro sarà vescovo, ma solo colui che sarà designato da una nuova elezione, sulla base di un consenso unanime».

### La politica di Bonifacio

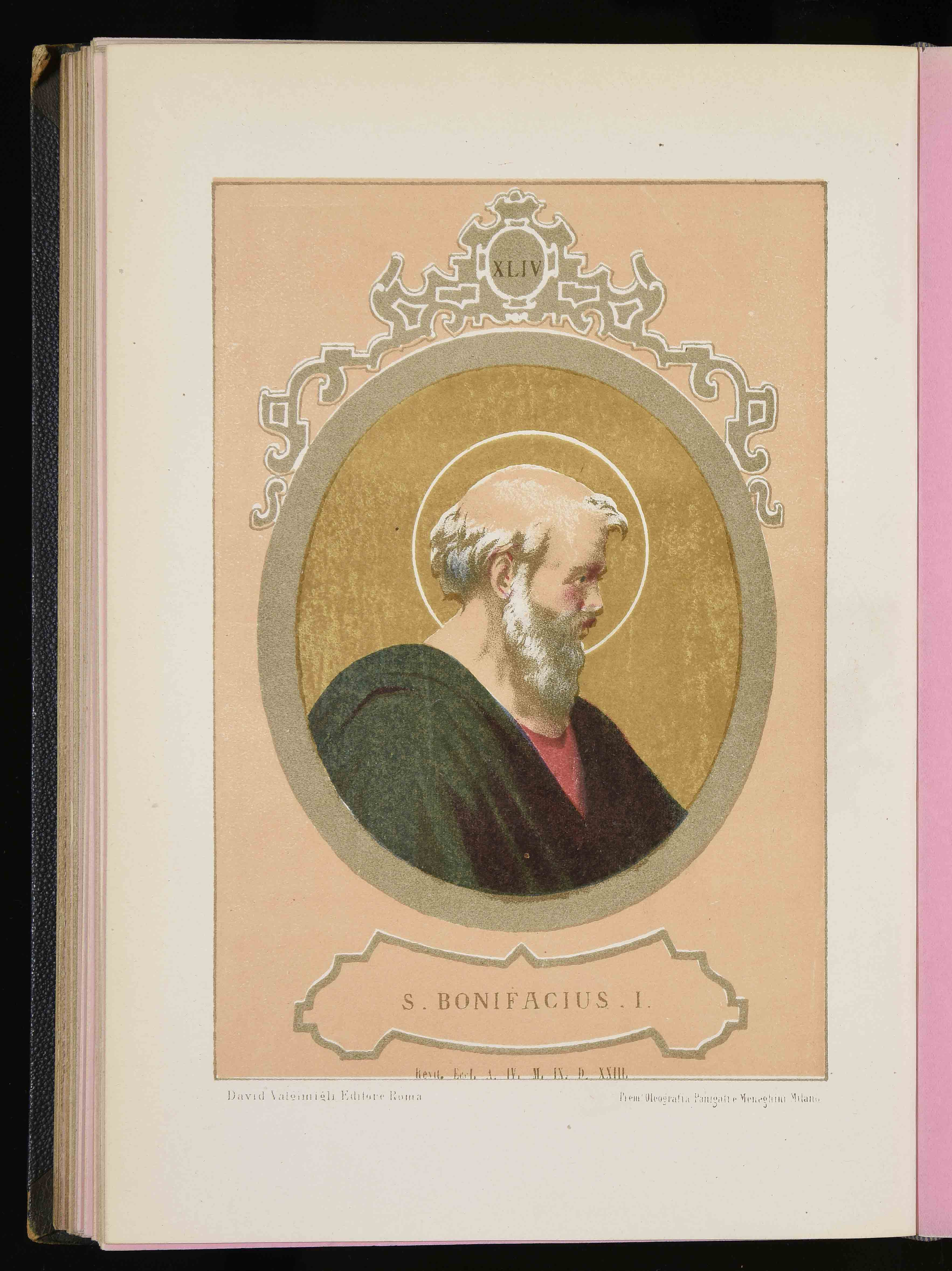
Papa Bonifacio I

Il regno di Bonifacio fu caratterizzato da grande zelo ed attivismo nel disciplinare e controllare l'organizzazione della Chiesa. Cambiò la politica, attuata dal suo predecessore, di dotare certi vescovi occidentali di poteri papali straordinari di vicariato. Papa Zosimo, per esempio, aveva dato a Patroclo, vescovo di Arles, giurisdizione anche sulle province di Vienna e Narbonne e ne aveva fatto un intermediario tra queste province e la Santa Sede. Bonifacio ridusse questo potere primaziale e ripristinò i poteri metropolitani dei vescovi provinciali. Appoggiò Ilario, Arcivescovo di Narbonne, nella sua scelta di un vescovo per la sede vacante di Lodève, contro Patroclo che tentò di nominarne un altro (422).
Prese posizione affinché Massimo, vescovo di Valence, fosse giudicato per i suoi presunti crimini non da un primate ecclesiastico, ma da un sinodo dei vescovi di Gallia, e promise di sostenere la loro decisione (419). Nel 422 Bonifacio accolse l'appello di Antonio di Fussula che, grazie agli sforzi di Sant'Agostino, era stato deposto da un sinodo provinciale di Numidia, e decise che, qualora la sua innocenza fosse stata provata, avrebbe dovuto essere reinsediato. Sostenne inoltre attivamente Sant'Agostino nella lotta al pelagianismo, al punto che il vescovo d'Ippona gli dedicò la sua opera Contra duas Epistolas Pelagianorum Libri quatuor.
Ad oriente mantenne gelosamente la sua giurisdizione sulle province ecclesiastiche d'Illiria, sulle quali stava tentando di mettere le mani il Patriarca di Costantinopoli. I vescovi di Tessalonica erano stati nominati vicari papali di questo territorio ed esercitavano la loro autorità su metropoliti e vescovi. Attraverso le sue lettere a Rufo di Tessalonica Bonifacio tutelò da vicino gli interessi della chiesa Illirica ed insistette per la sua obbedienza a Roma. Nel 421, l'insoddisfazione espressa da alcuni vescovi scontenti del rifiuto del papa di ratificare l'elezione di Perigine a vescovo di Corinto, a meno che il candidato non fosse stato riconosciuto da Rufo, servì come pretesto al giovane imperatore Teodosio II per accordare il dominio ecclesiastico sull'Illiria al Patriarca di Costantinopoli (14 luglio 421).
Bonifacio presentò le sue rimostranze ad Onorio contro la violazione dei diritti della sua sede e lo spinse a convincere Teodosio a tornare sui propri passi revocando l'atto. Sebbene l'ordine di Teodosio non venne poi applicato, rimase però nei codici Teodosiano (439) e Giustinianeo (534), provocando molti problemi ai papi successivi. Con una lettera dell'11 marzo 422, Bonifacio vietò la consacrazione in Illiria di qualsiasi vescovo che non fosse stato riconosciuto da Rufo.
Bonifacio ribadì anche la legislazione di papa Sotero, che proibiva alle donne di toccare i paramenti sacri o di bruciare l'incenso, e rafforzò le leggi che vietavano agli schiavi di divenire sacerdoti. Il papa confermò inoltre il primato disciplinare della cattedra di Pietro (Roma) su tutte le altre chiese.
Bonifacio morì a Roma il 4 settembre 422 e fu sepolto nel cimitero di Massimo sulla via Salaria, vicino alla tomba di Santa Felicita, in cui onore e gratitudine per l'aiuto ricevuto aveva eretto un oratorio sul cimitero che porta il suo nome.

## Culto
La sua memoria liturgica ricorre il 4 settembre.
Dal Martirologio Romano: